# Tullverket
Tullverket, ofta kallad Tullen, är en svensk statlig förvaltningsmyndighet som har till uppgift att kontrollera in- och utförsel av varor över Sveriges gräns. Tullverket ska förhindra smuggling,  samla in tull, skatt och andra avgifter för de varor som förs in från länder utanför EU samt uppgifter som ligger till grund för utrikeshandelsstatistiken. 
Tullverket är en så kallad enrådighetsmyndighet och leds av en generaltulldirektör. Generaltulldirektören ansvarar inför regeringen för Tullverkets verksamhet. Generaltulldirektör utses av regeringen.
Myndigheten är från 1 oktober 2022 beredskapsmyndighet och ingår i beredskapssektorn ordning och säkerhet.

## Historik
Tull har tagits upp i Sverige åtminstone sedan 1100-talet. Först med Axel Oxenstiernas reformer fick tullen en fastare form och 1636 fick Tullverket genom generaltullmästaren Mårten Augustinsson sin första chef. De viktigaste tullarna var Stora sjötullen för utrikeshandeln och den 1622 införda Lilla tullen som togs ut för att föra in varor i städerna, vilka hade monopol på handel. Det handlade främst om importtullar, men från 1500-talet infördes även exporttullar. Under perioderna 1726–1765, 1777–1782 och 1803–1813 var tulluppbörden utarrenderad till ett bolag, Generaltullarrendesocieteten med representanter från de svenska städerna hade att sköta tullväsendet. En generaltulldirektion inrättades 1785, som efter avbrottet 1803–1813 då tulluppbörden åter var utarrenderad fortsatte sin verksamhet till 1824 Generaltullstyrelsen inrättades.
Kustbevakningen tillhörde Tullverket under flera hundra år, men är en egen myndighet sedan 1988.

## Verksamhet
Tullverket ansvarar för Sveriges gränsskydd. Tullverket bevakar Sveriges gränser så att inte varor som bland annat narkotika, vapen, alkohol, tobak, växt- och djurarter med mera olagligt förs in eller ut ur landet. Bekämpning av narkotikasmuggling, vapensmuggling, storskalig alkohol- och tobakssmuggling samt ekonomisk och organiserad brottslighet är områden som prioriteras.    
Tulltjänstemän har rätt att stoppa personer och bilar vid gränspassage och vid dess närområde samt på samtliga svenska vägar för tullkontroll, punktskattekontroll eller rattfyllerikontroll. Till skillnad från många andra EU-länder har tullen även rätt att göra kontroll vid EU-gräns. Det finns en viss skillnad i lagstödet mellan kontroller från EU-land och icke EU-land. Sedan 2008 får tulltjänstemän även utföra utandningsprov på förare för att kontrollera rattonykterhet.

## Geografisk spridning

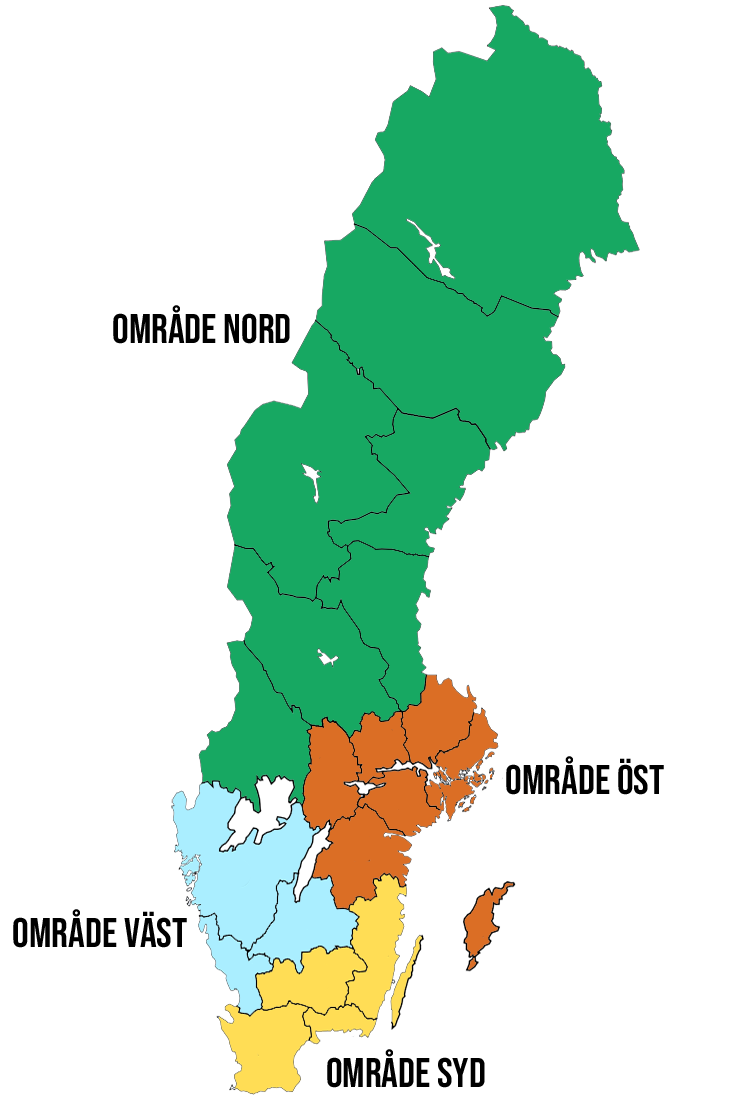
Tullverkets geografiska indelning.

Tullverket har sedan 2021 ingått i en ny organisation har sedan dess förändrat den geografiska indelningen. Tullverket har infört fyra nya områden som utgör den nya geografiska indelningen. Dessa områden är väst, nord, syd och öst. 

## Organisation
Tullverket leds av en generaltulldirektör. Myndigheten har även en överdirektör som är generaltulldirektörens ställföreträdare. Sedan 2018 är Charlotte Svensson generalltulldirektör.
Tullverkets kärnverksamhet är organiserad i tio avdelningar. Tullverkets operativa avdelningar är underrättelseavdelningen, kontrollavdelningen, uppbördsavdelningen och tullkriminalavdelningen. Vid varje operativ avdelning finns enheter med ansvar för ett sakområde inom ett visst geografiskt område. De övriga avdelningarna inom Tullverket är ekonomiavdelningen, rättsavdelningen, HR-avdelningen, IT-avdelningen, administrationsavdelningen och kommunikationsavdelningen.

### Kontrollavdelningen
Kontrollavdelningen ansvarar för att övervaka och kontrollera trafiken till och från utlandet så att bestämmelser om in- och utförsel följs samt att i samband med detta förebygga, upptäcka, hindra, utreda och beivra tullrelaterad brottslighet. Avdelningen ansvarar även för att utföra kontroller enligt punktskattelagen och enligt lagen om Tullverkets och Kustbevakningens befogenheter att ingripa mot rattfylleri. 
Kontrollavdelningen består av fyra områden, varje område inom kontrollavdelningen har inom sitt geografiska område ansvar för gränsskyddsverksamhet och samverkan med andra myndigheter. 
Gränsskydd
Gränsskyddsgrupper är den delen av Tullverket som genomför gränskontroll och finns utplacerade över hela landet. Gränskyddsgrupper tillhör kontrollavdelningen.
Tulltjänstemän som jobbar i yttre tjänst har bland annat befogenhet att visitera, gripa, beslagta, genomföra husrannsakan eller omhänderta föremål, fordon och personer om det gäller brott mot Smugglingslagen, Tullagen eller den så kallade Inre gränslagen. De får även utföra alkoholutandningsprov och utreda rattfylleri samt drograttfylleri. De bär vanligtvis expanderbar batong, oc-spray, multiverktyg, ficklampa, handskar, kommunikationsradio (Rakel), handfängsel samt skyddsväst.
Gränsskyddsgrupperna har bland annat fiberoptik, röntgenutrustning och narkotikasökhundar som hjälpmedel. 
Gränsskyddsgrupperna arbetar mest uniformerade men ibland också civilklädda. 

### Tullkriminalavdelningen
Tullkriminalen hanterar all förundersökningsverksamhet inom Tullverket. Hos tullkrim finns de tre verksamhetsområdena spaning, utredning grova brott samt utredning mängdbrott. Tullkrim har även en avdelning för it- och teknikcentrum som ansvarar för hemliga tvångsmedel, spaningsteknik och it-forensik. Även tullens laboratorieverksamhet är en del av tullkriminalavdelningen. Till tullkriminalen hör bland annat brottsutredare, analytiker och spanare. Spanarna är beväpnade. 

### Underrättelseavdelningen
Tullverkets brottsbekämpning har en underrättelseavdelning som bland annat behandlar tips som inkommer via Narkotikatipset 90114, dit kan man ringa om man vill tipsa om smuggling. Det kan gälla både narkotika och andra varor, till exempel alkohol eller cigaretter. 

### Uppbördsavdelningen
Uppbördsavdelningen ansvarar för att fastställa och ta ut tullar, moms och andra skatter och avgifter så att en riktig uppbörd kan säkerställas och för att kontrollen av bestämmelser om in- och utförselrestriktioner följs i det deklarationspliktiga, legala varuflödet.
Tullklareringsexpeditioner
Tullklareringsexpeditioner finns på flera platser i landet och där utförs bland annat tullklarering.

Källa: 

## Tulltjänstemanrollen

### Tjänstegrader
Huvudartikel: Tullens grader i Sverige
| Generaltulldirektören | Överdirektören | Avdelningschefer vid Huvudkontoret | Nationella chefer, Chef vid Tullskolan  | Chef vid Gränsskyddsavdelningen och Tullkriminalavdelning | Biträdande chef vid Gränsskyddsavdelningen och Tullkriminalavdelning |
| --------------------- | -------------- | ---------------------------------- | --------------------------------------- | --------------------------------------------------------- | -------------------------------------------------------------------- |
|                       |                |                                    |                                         |                                                           |                                                                      |
| Vakthavande befäl     | Gruppchef      | Ställföreträdande Gruppchef        | Tullinspektör, mer än 5 års anställning | Tullinspektör                                             | Tullaspirant under utbildning                                        |
|                       |                |                                    |                                         |                                                           |                                                                      |

- Generaltulldirektören
- Överdirektören, avdelningschef för BB (brottsbekämpning) och EH (effektiv handel), chef verksledningsstaben
- Biträdande avdelningschefer för BB och EH, chef vid kompetenscenter, chef vid nationella enheten
- Nationella chefer inom kärnverksamhet, säkerhetschef, beredskapschef, chef vid tullskolan, funktionsansvarig, biträdande kompetenscenterchef, chef vid operativ ledning
- Chef vid gränsskyddsavdelning och tullkriminalavdelning
- Biträdande chef vid gränsskyddsavdelning och tullkriminalavdelning, sektionschef, tullspecialist, sakkunnig
- Vakthavande befäl, hundsamordnare vid kompetenscenter
- Gruppchef, projektledare
- Ställföreträdande gruppchef
- Tullinspektör, mer än 5 års anställning
- Tullinspektör, mindre än 5 års anställning
- Tullaspirant under utbildning vid Tullverket

För anställning som tullinspektör krävs avklarad grundutbildning på tullskolan och avklarad praktikdel (aspirant).

### Användande av våld eller tvång
Tulltjänstemän får enligt Tullagen 4 kap. 2§ använda sig av våld eller tvång för att kontrollera om resenärer resande från tredjeland har fullgjort sin anmälningsskyldighet av varor som omfattas av förbud eller restriktioner
Tulltjänstemän får enligt Polislagen 29§ använda sig av våld eller tvång för att genomföra en tjänsteåtgärd som nämns i Polislagen 10§ för att kontrollera om resenärer resande från annat EU-land har fullgjort sin anmälningsskyldighet av varor som omfattas av förbud eller restriktioner.
Våld mot person får endast användas om tulltjänstemannen möts av motstånd och det med hänsyn till ändamålet med åtgärden är försvarligt. 

### Tjänstevapen
Tulltjänstemän som arbetar inom brottsbekämpande verksamhet kan ha rätt att inneha och bära tjänstepistol. Tjänstevapnet kan i sådana fall bäras till såväl uniform som civila kläder.
En tulltjänsteman som har tilldelats ett tjänstevapen får endast bära vapnet vid 
1. Målinriktad spaning mot grov brottslighet som Tullverket har att bekämpa, dock inte på färjeterminal, flygplats eller annan liknande plats,
2. tvångsingripande mot grov brottslighet som Tullverket har att bekämpa,
3. övningsskjutning eller
4. genomförande av skjutprov.

Tjänstevapen får endast användas för att förhindrare svårare våld mot tjänstemannen själv eller mot annan, eller för att undanröja ett hot som innebär trängande fara för sådant våld. Vapnet får inte användas som ett medel att genomföra en tjänsteåtgärd eller för att förhindra en gripen person från att fly.

### Rattfyllerikontroll
Sedan 1 juli 2008 har tulltjänstemän befogenheter att ingripa mot rattfylleribrott efter beslut av riksdagen. Tullen utför utandningsprov vid varje tullkontroll av motordrivet fordon med förare när erforderlig teknisk utrustning finns på plats. Tullen använder sig av Dräger Alkoholmätare vid sina kontroller. Tullens befogenheter finns i Lag (2008:322) om Tullverkets och Kustbevakningens befogenheter att ingripa mot rattfylleribrott 

#### Statistik
|      | Utandningsprov | Förundersökningar | varav rattfylleri | varav grovt rattfylleri | varav drograttfylleri |
| ---- | -------------- | ----------------- | ----------------- | ----------------------- | --------------------- |
| 2018 | 55 108         | 425               | 327               | 25                      | 73                    |
| 2017 | 59 310         | 440               | 347               | 27                      | 66                    |
| 2016 | 55 770         | 338               | 285               | 22                      | 31                    |
| 2015 | 59 961         | 330               | 269               | 25                      | 36                    |
| 2014 | 59 323         | 324               | 266               | 32                      | 26                    |
| 2013 | 47 290         | 303               | 254               | 23                      | 26                    |

### Punktskattekontroll
Tullverket har befogenhet att kontrollera fordon på väg, i postförsändelser och på lager för att leta efter punktskattepliktiga varor. Detta för att kontrollera att transporter med sådana varor sker enligt gällande regler. Förare av ett fordon är skyldig att stanna på en tulltjänstemans anmaning. De punktskattepliktiga varor som omfattas av denna kontroll är alkohol, tobak och energiprodukter.
Om en punktskattepliktig vara skulle påträffas och transporten inte sker enligt gällande regler har tulltjänstemannen rätt att omhänderta varorna för skatteutredning. 
Tullens befogenheter vid punktskattekontroll finns i svensk författningssamling lag 1998:506

## Tullskolan
Tullverket rekryterar och utbildar personal till brottsbekämpningen eller effektiv handel efter behov. Kraven och rekryteringen är detsamma som polisens. Efter lyckad rekrytering anställs man hos Tullverket som tullaspirant och skickas till tullskolan för grundutbildning. Tullaspiranter får till skillnad från polisstudenter betalt under hela utbildningen.

### Brottsbekämpning
Grundutbildningen till brottsbekämpningen som är uppdelad i en teori- och praktikdel(aspirant) är cirka 14 månader. Utbildningen avslutas med 6 månader aspirant.
Grundutbildningen till brottsbekämpningen består till en viss del av följande ämnen:
- Grundläggande kunskaper i Tullverkets hantering av det legala varuflödet som till exempel tullförfaranden, klassificering och restriktioner.
- Konflikthantering, grundläggande taktiskt förhållningssätt med utbildning i batong samt användande av OC-spray.
- Narkotika och dopningsutbildning.
- Inhämtning och bearbetning av underrättelseinformation.
- Rattfyllerikontroll.
- Bevis- och spårsäkring
- Samverkan med andra brottsbekämpande myndigheter
- Strålskyddsutbildning
- Farliga ämnen
- Teoretisk och praktiskt Visitationsutbildning
- Bemötande i rollen som statstjänsteman
- Brottsutredning
- Spaning
- Förarutbildning för utryckningsfordon
- Civilt försvar

### Effektiv handel
Grundutbildningen: 
Grundutbildningen inom effektiv handel är cirka 4-5 månader. Grundutbildningen består av följande ämnen:
- Tullagstiftning
- Tullförfaranden
- Varuklassificering
- Tullvärde och tullavgifter
- Frihandel
- Handelsrestriktioner

## Fordon och utrustning

### Fordon

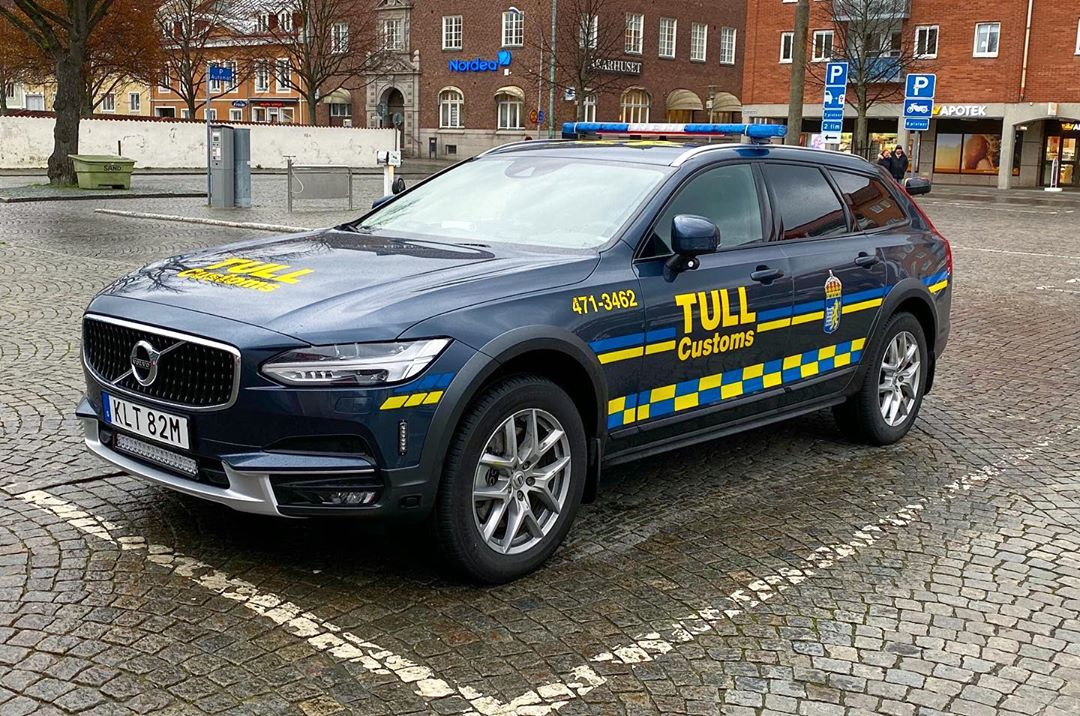
Tullens tjänstefordon, Volvo V90 Cross Country.

Svenska tullen använder många olika typer av fordon, bland annat:
- Volvo V90
- Volvo V90 Cross Country
- Volvo XC70
- Volvo V70
- Volkswagen Passat
- Mercedes-Benz Viano
- Mercedes-Benz Sprinter

Tullverkets utryckningsfordon är utrustade med larmanordning, dvs blåljus och sirener.

#### Specialfordon
- Röntgenlastbil [15]

### Utrustning
Samtliga tulltjänsteman har ett utrustningsbälte runt midjan. På bältet bär tulltjänsteman sin expanderbar batong, handfängsel, kommunikationsradio (RAKEL), mobiltelefon, pepparspray, visitationsnål, multiverktyg, kil, nycklar och handskar. Tjänstemän på tullkriminalen bär även tjänstevapen, Glock 19.
Utöver det har tulltjänsteman en insatsväska där man har tilläggsutrustning som bland annat skyddsmask 90, spotthuva.

## Sökhundar
1967 började Tullverket med att använda sökhundar för att hitta narkotika, på senare år kan sökhundarna också användas till att leta efter narkotika, vapen och ammunition. Tullverket var en av de första myndigheterna i Sverige att börja använda narkotikasökhundar i sin verksamhet. Tullverket har strax utanför Stockholm sin egen hundskola där de utbildar både sina sökhundar och hundförare. En sökhund och en hundförare utgör tillsammans ett hundekipage. Hundekipagen tränas och utbildas speciellt för Tullverkets behov, det tar cirka 5 månader för tullen att utbilda en sökhund. När tullen har färdigutbildat ett hundekipage ska det certifieras, blir inte hundekipaget godkänd vid certifieringen får den genomgå extra utbildningsinsatser. Skulle inte hundekipaget bli godkänd efter extra utbildningsinsatser tas hunden ut ur tjänst permanent. Varje år gör hundekipaget ett så kallat tjänstbarhetsprov som de måste bli godkända på för att få fortsätta jobba. Tullverket har idag ett 50-tal sökhundar.

### Hundförare
Tulltjänstemän som är färdigutbildade kan bli hundförare. Hundföraren lever med sin hund även på fritiden och är därför fodervärd och ansvarig för hunden dygnet runt. När hunden pensioneras erbjuds föraren att få hunden som gåva. 

## Beslagsstatistik
Varje år redovisar Tullverket statistik över olika beslagtagna varor som till exempel narkotika, alkohol, tobak, dopningsmedel och skjutvapen.

### Narkotika
|                                                                  | Mängd (2020) | Antal beslag (2020) | Mängd (2019) | Antal beslag (2019) | Mängd (2018) | Antal beslag (2018) |
| ---------------------------------------------------------------- | ------------ | ------------------- | ------------ | ------------------- | ------------ | ------------------- |
| Cannabis/Marijuana                                               | 744,91 kg    | 1 031               | 356,25 kg    | 1 207               | 242,04 kg    | 1 040               |
| Cannabisharts                                                    | 3 139,16 kg  | 823                 | 758,96 kg    | 915                 | 684,31 kg    | 815                 |
| Amfetamin                                                        | 216,24 kg    | 264                 | 333,92 kg    | 417                 | 197,14 kg    | 283                 |
| Metamfetamin                                                     | 5,06 kg      | 32                  | 0,56 kg      | 39                  | 1,09 kg      | 37                  |
| Kokain                                                           | 215,8 kg     | 172                 | 43 kg        | 225                 | 487,8 kg     | 257                 |
| Kat, färsk                                                       | 342,62 kg    | 62                  | 584,76 kg    | 65                  | 307,04 kg    | 36                  |
| Kat, torkad                                                      | 3 194,48 kg  | 273                 | 4 574,54 kg  | 623                 | 1 689,58 kg  | 272                 |
| Ecstasy (tabletter)                                              | 17 148 st    | 129                 | 61 260 st    | 182                 | 34 798 st    | 196                 |
| Ecstasy (pulver)                                                 | 5,05 kg      | 75                  | 27,54 kg     | 132                 | 11,04 kg     | 121                 |
| LSD                                                              | 7 253 st     | 147                 | 11 811 st    | 131                 | 2 293 st     | 121                 |
| Heroin                                                           | 21,7 kg      | 108                 | 59,52 kg     | 100                 | 70,99 kg     | 97                  |
| Opium                                                            | 10,33 kg     | 4                   | 33,78 kg     | 7                   | 5,71 kg      | 11                  |
| Fentanyl (kg)                                                    | 0,01 kg      | 2                   | 0,005 kg     | 7                   | 0,1 kg       | 2                   |
| Fentanyl (st)                                                    | 10 st        | 2                   | 10 st        | 2                   | 121 st       | 3                   |
| Fentanyl (liter)                                                 | 0            | 0                   | 0,4 l        | 2                   | 0 l          | 0                   |
| Tramadol (kg)                                                    | N/A          | N/A                 | 0,00003 kg   | 1                   | 0,004        | 2                   |
| Tramadol (tabletter och kapslar)                                 | 382 287 st   | 539                 | 973 230 st   | 510                 | 495 715 st   | 543                 |
| Övrig narkotika och narkotiska läkemedel (flytande)              | 163,6 l      | 205                 | 89,87 l      | 410                 | 66,02 l      | 197                 |
| Övrig narkotika och narkotiska läkemedel (pulver)                | 146,21 kilo  | 729                 | 279,81 kg    | 593                 | 129,51 kg    | 340                 |
| Övrig narkotika och narkotiska läkemedel (tabletter och kapslar) | 1 469 710 st | 1 886               | 1 830 225 st | 1 837               | 669 125 st   | 1 190               |

kg = kilogram
st = stycken
l = liter

### Dopningsmedel
|                                               | Mängd (2020) | Antal beslag (2020) | Mängd (2019) | Antal beslag (2019) | Mängd (2018) | Antal beslag (2018) |
| --------------------------------------------- | ------------ | ------------------- | ------------ | ------------------- | ------------ | ------------------- |
| Dopningsmedel (flytande)                      | 20,6 l       | 221                 | 25,75 l      | 269                 | 37,83 l      | 241                 |
| Dopningsmedel (pulver)                        | 8,51 kg      | 36                  | 58,28 kg     | 127                 | 54,29 kg     | 127                 |
| Dopningsmedel (tabletter, vialer och kapslar) | 82 583 st    | 468                 | 84 349 st    | 311                 | 155 533 st   | 252                 |

### Läkemedel
|                                   | Mängd (2020) | Antal beslag (2020) | Mängd (2019) | Antal beslag (2019) | Mängd (2018) | Antal beslag (2018) |
| --------------------------------- | ------------ | ------------------- | ------------ | ------------------- | ------------ | ------------------- |
| Läkemedel (flytande)              | 18,63 l      | 72                  | 248 l        | 99                  | 30,72 l      | 135                 |
| Läkemedel (pulver)                | 94,63 kg     | 46                  | 173 kg       | 159                 | 132,4 kg     | 181                 |
| Läkemedel (tabletter och kapslar) | 134 125 st   | 447                 | 300 310 st   | 257                 | 173 768 st   | 268                 |

### Alkoholochtobak
| | Mängd (2020)  | Antal beslag (2020) | Mängd (2019)  | Antal beslag (2019) | Mängd (2018)     | Antal beslag (2018) |
| --- | ------------- | ------------------- | ------------- | ------------------- | ---------------- | ------------------- |
| Sprit, över 22 volymprocent                                                                                   | 73 697 l      | 532                 | 46 758 liter  | 528                 | 31 731,49 liter  | 383                 |
| Starkvin, över 15 men under 22 volymprocent, samt vin, cider och alkoläsk, över 3,5 men under 15 volymprocent | 29 444 l      | 289                 | 31 745 liter  | 324                 | 34 417,64 liter  | 276                 |
| Öl, över 3,5 volymprocent                                                                                     | 214 187 l     | 393                 | 214 772 liter | 342                 | 210 244,80 liter | 292                 |
| Cigaretter, inklusive cigarrer och cigariller                                                                 | 25 841 643 st | 593                 | 42 465 801 st | 571                 | 23 955 393 st    | 463                 |
| Röktobak inklusive vattenpipstobak och råtobak samt Nikotinhaltiga produkter                                  | 14 334 kg     | 396                 | 8 900 kg      | 342                 | 9 529,38 kg      | 238                 |
| Snus | 149 kg        | 15                  | 390 kg        | 12                  | 377,21 kg        | 6                   |

### Skjutvapen och farliga föremål
|                                 | Mängd (2020) | Antal beslag (2020) | Mängd (2019) | Antal beslag (2019) | Mängd (2018) | Antal beslag (2018) |
| ------------------------------- | ------------ | ------------------- | ------------ | ------------------- | ------------ | ------------------- |
| Skjutvapen                      | 142 st       | 56                  | 58 st        | 49                  | 41 st        | 34                  |
| Farliga föremål och andra vapen | 1 563 st     | 827                 | 2 876 st     | 1 511               | 3 263 st     | 2 484               |
| Explosiva varor                 | 10 528 st    | 46                  | 5 888 st     | 25                  | 28 265 st    | 163                 |
| Ammunition                      | 38 171 st    | 68                  | 13 301 st    | 51                  | 6 959 st     | 51                  |

## Tullverkets författningssamling
Tullverkets författningssamling består av bindande föreskrifter.

## Generaltulldirektörer
- 1822–1826: Pehr Eric Sköldebrand
- 1826–1827: Mathias Rosenblad
- 1831–1840: Arvid Mauritz Posse
- 1840–1856: Carl Henrik Gyllenhaal
- 1856–1865: Johan Fredrik Fåhræus
- 1865–1888: Axel Bennich
- 1888–1898: Gustaf Lönegren
- 1898–1917: Staffan Cederschiöld
- 1917–1924: Henrik Themptander
- 1924–1930: Emil Mårten Ericsson
- 1930–1946: Nils Wohlin
- 1946–1964: Vidar Fahlander
- 1965–1982: Lennart Eriksson
- 1983–1988: Björn Eriksson
- 1988–1997: Ulf Larsson
- 1997–2004: Kjell Jansson
- 2004–2010: Karin Starrin
- 2011–2018: Therese Mattsson
- 2018–2024: Charlotte Svensson
- 2024 - Johan Norrman

## Tullverkets uppgifter i krig
Tullverket har en central roll i Sveriges totalförsvar och ansvarar för att upprätthålla kontrollen över varuflödet till och från landet, även under krig eller höjd beredskap. Myndighetens uppgifter i sådana situationer inkluderar:
Gränsövervakning och kontroll: Vid krig eller höjd beredskap intensifierar Tullverket sin övervakning av trafiken över Sveriges gränser för att säkerställa att bestämmelser om in- och utförsel av varor följs. Detta innefattar att förhindra smuggling av varor som kan hota rikets säkerhet eller försörjning.
Samverkan med andra myndigheter: Under krigstid intensifierar Tullverket sitt samarbete med andra myndigheter för att effektivt övervaka och kontrollera gränstrafiken, med målet att upprätthålla rikets säkerhet och hantera eventuella hot vid gränserna.
Säkring av varuflöden: Tullverket vidtar särskilda åtgärder för att stärka förmågan att säkra varuflödet över Sveriges gränser vid höjd beredskap och ytterst krig. Detta inkluderar att säkerställa att viktiga varor kan importeras och exporteras utan onödiga hinder, samtidigt som olaglig eller farlig handel förhindras.
Genom dessa åtgärder bidrar Tullverket till att upprätthålla Sveriges säkerhet och försörjning under krig eller höjd beredskap.